# Belkacem Lounès
Belkacem Lounes és un polític i economista franco-amazic, antic president del Congrés Mundial Amazic (CMA), organització mundial dels amazics. És doctor en economia i profèsor a la universitat de Stendhal de Grenoble. En 2002, fou nomenat president del CMA substituint Rachid Raha. Després de 9 anys i tres mandats fou succeït en 2011 per Fathi Ben Khalifa.

## Activisme polític
És un crític del racisme en el panarabisme. Ha estat crític amb el dictador de Líbia Muammar al-Gaddafi per menysprear al poble i la cultura amazics.
El 3 de maig de 2007 va escriure una carta oberta al líder libi Mu'ammar Gaddafi en resposta al discurs de l'1 de març en què va negar l'existència d'un poble amazic a l'Àfrica del Nord. En la seva carta de data 10 d'abril Lounès protestar per les declaracions de Gaddafi, dient que elactualment 30 milions d'amazics que viuen a Àfrica del Nord no pot ser ignorats. Va afegir que l'amazic havia tingut un paper central en la lluita contra el colonialisme europeu, però que des de la independència havien estat oprimits pel "colonialisme intern" del panarabisme, que ell anomena ideologia imperialista. Lounes va afirmar que era arcaic considerar un perill la diversitat, i demana als governs del nord d'Àfrica a comprometre's amb la democràcia i els drets humans. He said: "There is no worse colonialism than that of the pan-Arabist clan that wants to dominate our people."
A les eleccions regionals franceses de 2010 fou elegit diputat al Consell Regional del Roine-Alps com a part de la coalició Regions i Pobles Solidaris. El març de 2016 fou nomenat expet del grup de treball de la Comissió dels Drets dels Pobles Autòctons d'Àfrica dins la Comissió Africana dels Drets Humans i dels Pobles de la Unió Africana.